# Laufente

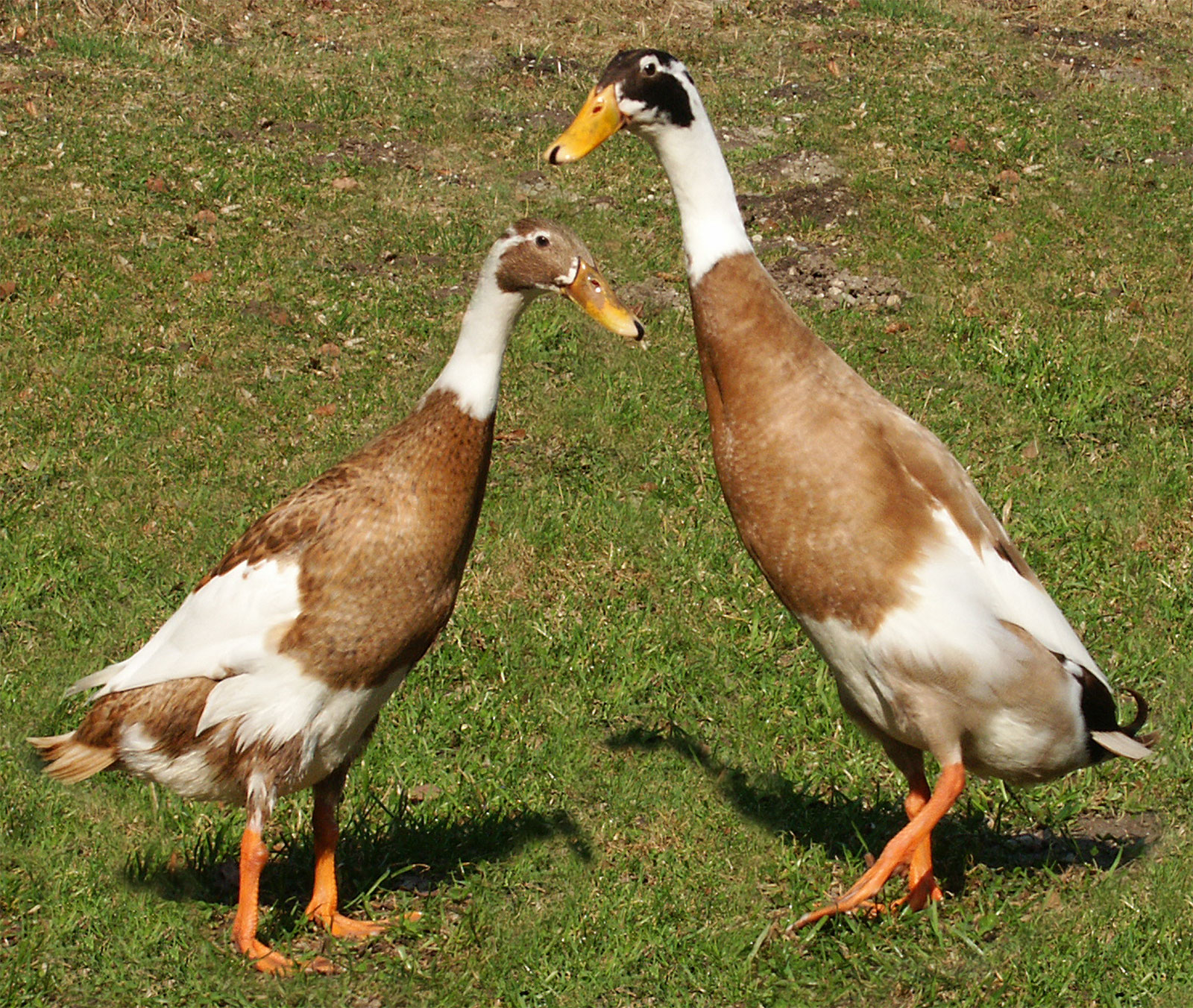
Zwei Laufenten, rehbraun-weiß-gescheckt

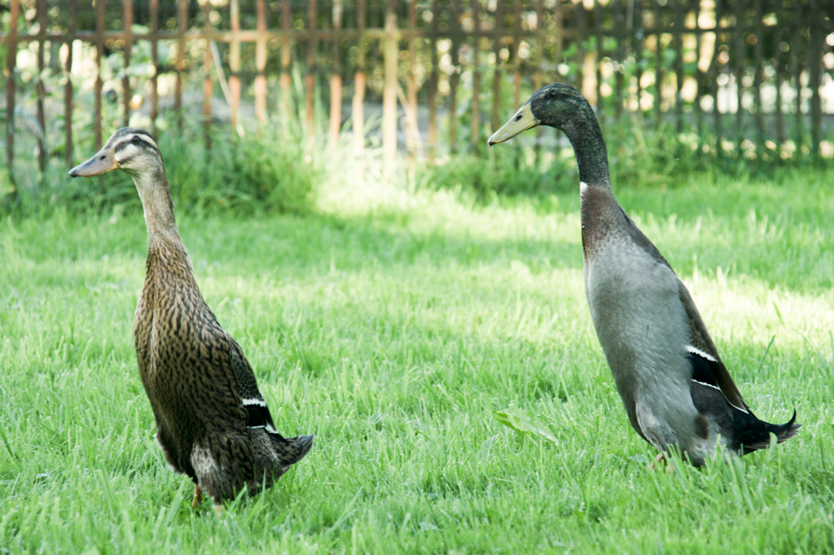
Zwei Laufenten, wildfarbig

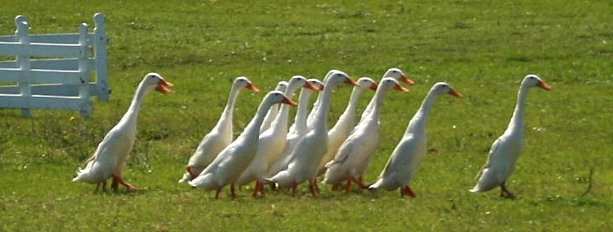
Eine Gruppe weißer Laufenten

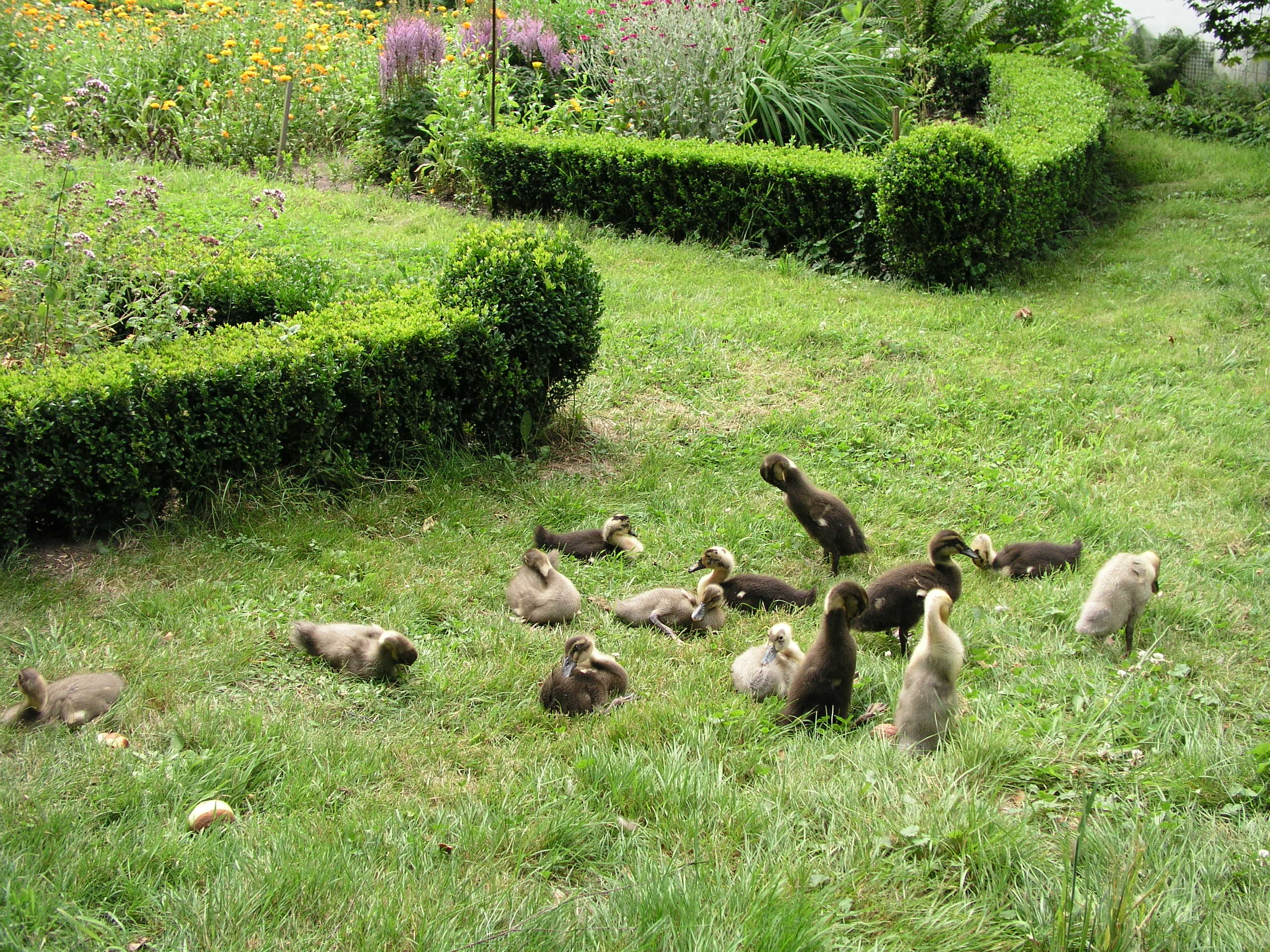
Zwei Wochen alte Laufenten (Küken) in einem Garten

Die Laufente oder Indische Laufente, auch Flaschenente genannt, ist eine von der Stockente (Anas platyrhynchos) abstammende Entenrasse. Sie gehört zu den Pinguinenten.

## Beschreibung
Die nur teilweise flugfähige Laufente wurde um 1850 von Südostasien nach Europa eingeführt und dann vor allem in England gezüchtet. Die Laufente, die mit steil nach oben gerichtetem Hals läuft, hat einen langen schlanken Körper. Sie hat einen lebhaften Charakter, ist sehr aufmerksam und agil.
In Europa werden Laufenten häufig in Gärten gehalten, da sie mit Vorliebe Schnecken und Schneckeneier vertilgen. In Asien wurden die auf Legeleistung gezüchteten Tiere in erster Linie als Eierlieferanten gehalten. Legeleistungen von mehr als 150 Eiern pro Jahr sind auch bei reiner Gartenhaltung keine Seltenheit. Die Eier sind meist etwas größer als Hühnereier und haben einen größeren Eidotter.
Laufenten werden in Deutschland in folgenden zehn Farbenschlägen gezüchtet: wildfarbig (vergleichbar der Stockente), forellenfarbig, silberwildfarbig, rehfarbig-weißgescheckt, erbsgelb, blaugelb, weiß, schwarz, braun und blau. Die in Deutschland anerkannten Farbenschläge müssen durchgezüchtet sein und dürfen nach der Verpaarung nicht in andere Farben aufspalten.
Laufenten werden durchschnittlich 12–15 Jahre alt. Es gibt auch Aufzeichnungen einzelner Tiere, die bis zu 20 Jahre alt wurden.

## Rechtliche Bestimmungen
Rechtlich wird Wassergeflügel der Haustierrassen häufig als Nutztier behandelt.
Dann müssen die Tiere in Deutschland, je nach Rechtsgrundlage der Bundesländer, beim zuständigen Veterinär- oder Ordnungsamt bzw. der Tierseuchenkasse angemeldet werden.
Beim örtlichen Bauamt kann in Erfahrung gebracht werden, bis zu welcher Größe am vorgesehenen Standort ein Stall oder eine Voliere errichtet werden darf. Unter Umständen ist der Stall, je nach Wohngebietstyp und Bundesland, genehmigungspflichtig.

## Haltung
Wegen ihrer für Enten relativ hohen Läufe sind Laufenten besser zu Fuß als Stockenten oder Nutzrassen wie die Pekingente. Jedoch ist auch die Laufente ein Wasservogel und benötigt Wasser sowohl zur Nahrungsaufnahme als auch zur Gefiederpflege, weiterhin gehört Schwimmen zu ihren Grundbedürfnissen. Eine Haltung ohne ausreichende Badegelegenheit ist nicht artgerecht.
Pro Ente sollten mindestens 100 m² Fläche zur Verfügung stehen.